# Shakhram Akhadov
Shakhram Akhadov (21 settembre 1996) è un judoka uzbeko.

## Palmares

### Vittorie nel circuito IJF
| Data            | Località | Paese   | Categoria |
| --------------- | -------- | ------- | --------- |
| 19 gennaio 2018 | Tunisi   | Tunisia | Gran Prix |